# سه‌رنگ (سرده)
سه رنگ (نام علمی: Photinia) نام یک سرده از زیرخانواده بادامی‌واران است. این جنس قریب به ۴۰ گونه گیاه درختی یا درختچه‌ای همیشه سبز یا خزان کننده در جنوب و شرق آسیا دارد. امروزه گونه‌ای از آن به نام سه رنگ (گیاه) به خاطر زیبایی برگ‌هایش که دارای رنگ‌های گوناگون است در بعضی از نقاط ایران کاشته شده است.